# Maria de Lourdes Abadia
Maria de Lourdes Abadia (Bela Vista de Goiás, 14 de agosto de 1944) es una asistente social y política brasileña. Fue diputada federal por dos períodos, y entre marzo y diciembre de 2006 se desempeñó como gobernadora del Distrito Federal, siendo la primera mujer en ocupar el cargo.

## Biografía
Profesora de educación primaria, estudió servicio social en la Universidad de Brasilia, graduándose en 1972. Hasta 1975 fue coordinadora de servicio social del gobierno del Distrito Federal.
Desde 1975 hasta 1985 fue administradora de Ceilândia, siendo la primera mujer en el cargo. En dicha región, un estadio recibió su nombre. En 1985 fue nombrada directora ejecutiva de la Fundación del Servicio Social del Distrito Federal por el entonces gobernador José Aparecido de Oliveira.
Fue elegida diputada federal por el Partido del Frente Liberal (PFL) en las primeras elecciones celebradas en el Distrito Federal en 1986 y ayudó a escribir la Constitución de 1988. Fue uno de los miembros fundadores del Partido de la Social Democracia Brasileña (PSDB) en 1988, estando afiliada hasta 2018. En 1990, fue elegida diputada distrital de la primera legislatura de la Cámara Legislativa del Distrito Federal.
En 1994, disputó la gobernación del Distrito Federal, siendo la primera mujer en disputar este cargo, sin ganar la elección. Posteriormente, el gobernador electo Cristovam Buarque, la designó al frente de la secretaría de Turismo del distrito, por haberlo apoyado en la segunda vuelta.
En 1998, fue nuevamente elegida diputada federal. En sus períodos en la Cámara de Diputados de Brasil, integró las comisiones de defensa del consumidor; medio ambiente y minorías; desarrollo urbano; economía, industria, comercio y turismo; fiscalización financiera y control; minas y energía; salud, seguridad y asistencia social; relaciones exteriores; y seguridad social y familia. Fue titular del comité especial del Congreso que creó el fondo para la erradicación de la pobreza y la marginación en Brasil, y de las comisiones que elaboraron el estatuto de las personas de edad y el Plan Nacional de Turismo. También fue coautora de la creación del fondo constitucional de Distrito Federal.

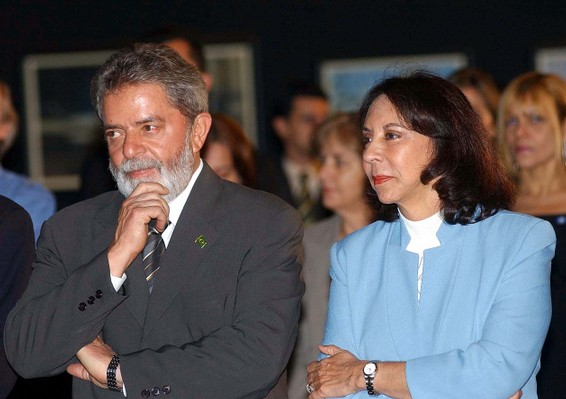
Abadia y Lula da Silva en 2006.

Entre 2001 y 2002 fue Secretaria de Estado de Coordinación de las Administraciones Regionales del Gobierno del Distrito Federal. En 2002, fue elegida vicegobernadora del Distrito Federal, al acompañar en la fórmula a Joaquim Roriz. El 31 de marzo de 2006 asumió el gobierno en el Distrito, siendo la primera mujer en el cargo. Ese mismo año fue candidata a la gobernación del Distrito.
En 2010, se presentó como candidata a senadora federal, obteniendo 349 mil votos. En 2014, se postuló a diputada federal, sin éxito. En 2017, fue invitada por el gobernador Rodrigo Rollemberg para asumir la Secretaría de Proyectos Estratégicos del Distrito Federal. En 2018 anunció una nueva candidatura a la Cámara de Diputados.

## Publicaciones
- Ceilândia: nasce uma cidade. Brasilia: D. Emerich, 1985. 110 p.[2]
- Ceilândia: a cidade, o homem, o trabalho comunitário. Brasilia.[2]
- Jovens de Entorno-Sonhos e Armadilhas[9]